# 샘 멘데스
샘 멘데스 경(영어: Sir Sam Mendes, CBE, 표준어: 샘 멘디스, 1965년 8월 1일 ~ )은 잉글랜드의 영화 감독, 연극 감독, 영화 프로듀서이다. 1999년 영화 《아메리칸 뷰티》로 아카데미상, 골든 글로브상, 영국 아카데미 영화상 시상식에서 감독상을 받았다.

## 감독 작품
- 1999년 《아메리칸 뷰티》 ※연출
- 2002년 《로드 투 퍼디션》 ※제작, 연출
- 2005년 《자헤드 - 그들만의 전쟁》 ※연출
- 2008년 《레볼루셔너리 로드》 ※기획, 연출
- 2009년 《어웨이 위 고》 ※기획, 연출
- 2012년 《007 스카이폴》 ※연출
- 2015년 《007 스펙터》 ※연출
- 2019년 《1917》 ※연출, 각본, 제작
- 2022년 《빛의 시네마》 ※연출, 각본, 제작
- 제작 중 《Hamnet》 ※제작

### 그 외 기획·제작 작품
- 2006년 《스타트 포 텐》 ※기획
- 2007년 《우리가 불 속에서 잃어버린 것들》 ※제작
- 2007년 《연을 쫓는 아이》 ※기획

## 상훈

### 수상
- 1989년 영국 비평가협회 써클 극장 어워드: 유명한 신인상
- 1995년 영국 비평가협회 써클 극장 어워드: 최우수 감독상
- 1995년 로런스 올리비에상: 최우수 감독상
- 1996년 로런스 올리비에상: 최우수 감독상
- 1998년 토니상: 뮤지컬부분 최우수 감독상
- 1999년 골든 글로브상: 드라마부분 최우수 감독상
- 1999년 아카데미 감독상
- 1999년 영국 아카데미 영화상: 최우수 감독상
- 2002년 영국 비평가협회 써클 극장 어워드: 최우수 감독상
- 2003년 런던 극장협회 특별상
- 2003년 로런스 올리비에상: 최우수 감독상
- 2005년 디렉터스 길드 평생 공로상

### 서훈
- 2000년 대영제국 훈장 3등급(CBE) 수훈[2]
- 2020년 기사작위(Knight Bachelor) 서임[1]